# Arthur Stanley Eddington

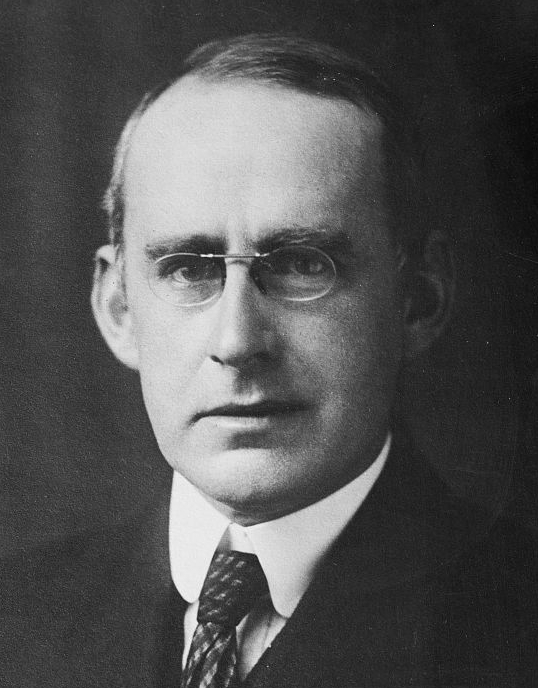
Arthur Stanley Eddington

Plakette in Sundy auf São Tomé und Príncipe

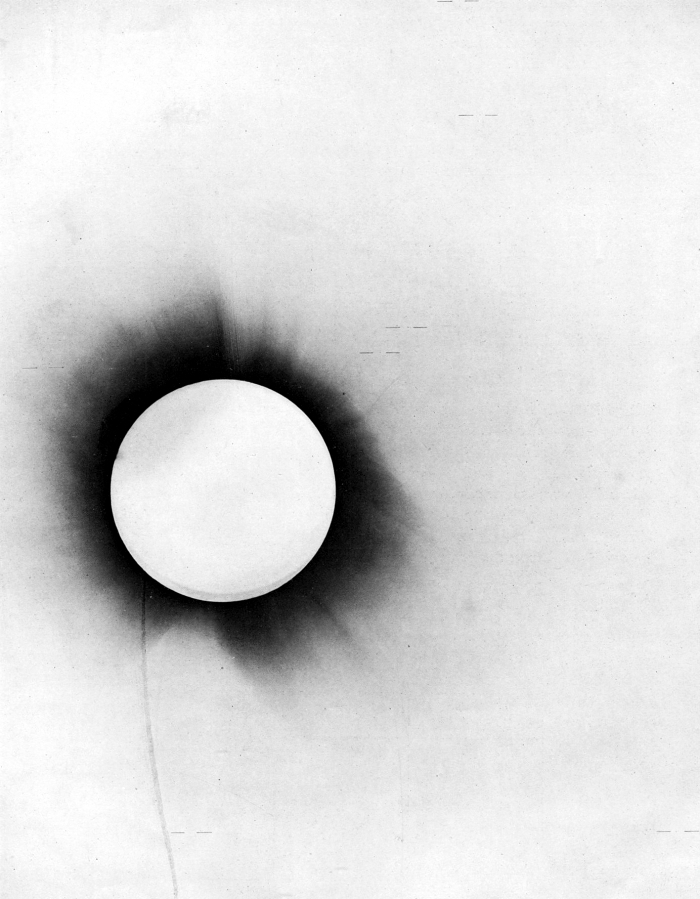
Eine von Eddingtons Fotografien der Sonnenfinsternis von 1919 (abgebildet in seiner Publikation von 1920)

Sir Arthur Stanley Eddington (* 28. Dezember 1882 in Kendal; † 22. November 1944 in Cambridge) war ein britischer Astrophysiker. Er war der Erste, dem die Modellierung des inneren Aufbaus von Sternen gelang. Um 1920 ahnte er die Entdeckung und den Mechanismus der Kernfusion in Sternen voraus. Zu jener Zeit war die Quelle stellarer Energie noch ein Mysterium, und Eddington spekulierte als erster, dass diese der Fusion von Wasserstoff zu Helium entsprang.
Weitere Schwerpunkte seiner Forschungen waren Dynamik der Sternbewegungen, astronomische Anwendungen der Relativitätstheorie und die Philosophie der Naturwissenschaften.

## Leben und Wirken

### Werdegang
Eddington war der Sohn eines Schulleiters, der starb, als Eddington zwei Jahre alt war. Beide Eltern waren Quäker. Nach dem Tod des Vaters zog Eddington mit seiner Mutter und seiner älteren Schwester nach Weston-super-Mare, wo er zur Schule ging. 1898 ging er mit einem staatlichen Stipendium an das Owens College in Manchester und studierte Physik und Mathematik. Zu seinen Lehrern gehörten Arthur Schuster und Horace Lamb. Er gewann mehrere Preise an der Universität und erhielt 1902 den Abschluss als Bachelor of Science mit Bestnoten.
Danach ging er mit einem Stipendium auf das Trinity College der Universität Cambridge, wo Edmund Taylor Whittaker, Alfred North Whitehead und Ernest William Barnes seine Lehrer waren. Bei den Tripos-Prüfungen in Mathematik wurde er 1904 Bester (Senior Wrangler). 1905 erhielt er seinen Master-Abschluss (M. A.) und forschte am Cavendish Laboratory über Thermionische Entladung, wechselte aber bald darauf zur Mathematik und Astronomie und forschte am Royal Observatory in Greenwich. 1907 erhielt er den Smith-Preis für einen Essay über Eigenbewegung von Sternen und wurde Fellow des Trinity College. 1913 wurde er als Nachfolger von George Howard Darwin Plumian Professor für Astronomie in Cambridge und im folgenden Jahr Direktor des Observatoriums in Cambridge.
Eddington erfuhr ab 1915 durch Willem de Sitter von Einsteins allgemeiner Relativitätstheorie und gehörte zu den ersten Physikern, die ihre Bedeutung erkannten. Er trug darüber auf dem Treffen der British Association for the Advancement of Science 1916 vor und schrieb eines der frühesten Lehrbücher darüber (Mathematical Theory of Relativity, 1923), das von großem Einfluss im englischsprachigen Raum war. Außerdem trug er entscheidend dazu bei, die Allgemeine Relativitätstheorie weltweit durchzusetzen: Er organisierte mit dem Astronomer Royal Frank Watson Dyson die Sonnenfinsternis-Expedition am 29. Mai 1919 auf die Vulkaninsel Príncipe im Golf von Guinea in Westafrika (siehe Abbildung).
Eddington war praktizierender Quäker. Am 2. März 1916 wurde in Großbritannien die Wehrpflicht eingeführt. Eddington wollte eine Befreiung von der Wehrpflicht aufgrund seiner pazifistischen Überzeugung beantragen. Die Universität Cambridge beantragte stattdessen eine Freistellung aufgrund des nationalen Interesses an Eddingtons Arbeit, die auch bewilligt wurde. Allerdings legte im Jahre 1918 das Ministry of National Service dagegen Berufung ein. Während der folgenden Anhörung im Juni 1918 wurde Eddington nicht als Kriegsdienstverweigerer anerkannt, was zu seiner Einziehung ab August 1918 geführt hätte. Zwei weitere Anhörungen fanden im Juni und Juli statt. Eddingtons Erklärung zu seiner Opposition zum Krieg aufgrund seiner religiösen Überzeugungen wurde bei der Anhörung im Juni aufgezeichnet. Bei der Anhörung im Juli erhielt Eddington Unterstützung durch Astronomer Royal Frank Dyson, der in einer schriftlichen Erklärung die Unabkömmlichkeit von Eddington für die Vorbereitung und Ausführung der Expedition nach Principe während der Sonnenfinsternis im Mai 1919 unterstrich. Eddington erklärte außerdem, dass er zum Kriegsersatzdienst in der Friends' Ambulance Unit, dem Roten Kreuz, oder als landwirtschaftlicher Arbeiter bereit sei. Letztendlich wurde Eddington für weitere zwölf Monate vom Kriegsdienst freigestellt aufgrund der Wichtigkeit seiner Arbeit, zu deren Weiterführung er während seiner Freistellung verpflichtet war. Der Krieg endete vor dem Ablauf seiner Freistellung.

### Allgemeine Relativitätstheorie

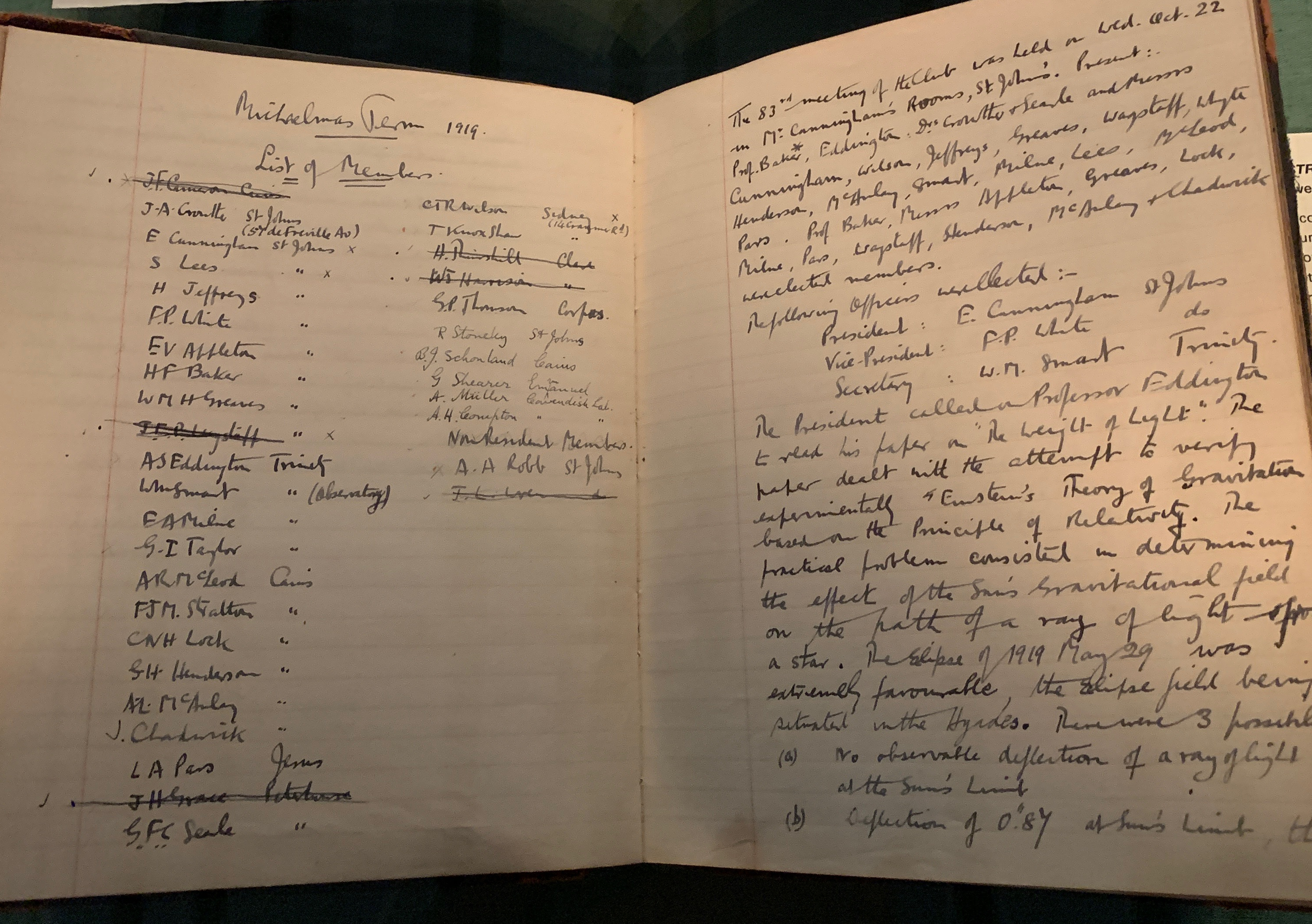
Protokoll der Cambridge-Δ^{2}-V-Club-Zusammenkunft, bei der Eddington 1919 seine Beobachtungen der Ablenkung des Lichts nahe der Sonne präsentierte, im Einklang mit Einsteins Allgemeiner Relativitätstheorie

Die allgemeine Relativitätstheorie postuliert, dass eine Masse von der Größe der Sonne in der Lage sein müsse, den sie umgebenden Raum deutlich zu krümmen. Demnach müssten Sterne, die, von der Erde aus gesehen, in der Nähe der Sonne stehen, ein wenig verschoben erscheinen, weil die Lichtstrahlen durch das Gravitationsfeld der Sonne gekrümmt würden. Zur Beobachtung dieses Effekts braucht man allerdings eine totale Sonnenfinsternis, da eine optische Beobachtung von Sternen im Umfeld des hellen Sonnenlichts unmöglich ist. Deshalb reiste Eddington auf die westlich vor der Küste Afrikas liegende Insel Príncipe (São Tomé und Príncipe), um dort die Sonnenfinsternis am 29. Mai 1919 zu beobachten. Ein weiteres Team der Expedition beobachtete die Sonnenfinsternis gleichzeitig von Sobral (Ceará) in Brasilien aus. Eddingtons Beobachtungen wurden durch Bewölkung erschwert; trotzdem gelang es ihm, Aufnahmen zu machen. In der nachfolgenden Analyse wurden sie von Eddington als Bestätigung von Einsteins Theorie gewertet. Spätere Auswertungen kamen allerdings zur Schlussfolgerung, dass die damaligen Beobachtungen dazu zu ungenau waren.

### Sternphysik
Eddington entwickelte auch das erste echte Modell der in Sternen ablaufenden Prozesse. Anfang des 20. Jahrhunderts waren sich Astronomen zwar ziemlich sicher, dass Sterne aus glühendem Gas bestehen. Man konnte sich jedoch nicht erklären, weshalb der durch ihre Masse entstehende große Druck von außen nach innen den Stern nicht kollabieren lässt. Eddington stellte die heute anerkannte Theorie auf, dass sich zwar mit zunehmender Tiefe Druck und Temperatur im Stern erhöhen, aber das Wechselspiel von Gravitations- und Strahlungsdruck einen Kollaps des Sterns verhindern kann. Er schrieb darüber das seinerzeit maßgebliche Lehrbuch The Internal Constitution of Stars (1926), in dem er auch die Masse-Leuchtkraft-Beziehung einführte.
Die Eddington-Grenze, welche die maximale Leuchtkraft beschreibt, die ein Stern im hydrostatischen Gleichgewicht haben kann, ist nach ihm benannt.
Eddington hatte in den 1930er-Jahren eine Auseinandersetzung mit dem jungen Subrahmanyan Chandrasekhar über die Grenze für die Masse Weißer Zwerge. Er lehnte dessen Theorien kategorisch ab und nutzte dabei seinen Einfluss als berühmtester Astrophysiker der damaligen Zeit. Der ungleiche Streit war ausschlaggebend dafür, dass Chandrasekhar in die USA wechselte.
Für diese Theorie wurde Chandrasekhar später der Nobelpreis für Physik verliehen, und die Chandrasekhar-Grenze wurde nach ihm benannt.
Neben seinen astrophysikalischen Werken schrieb Eddington auch eine Reihe von philosophischen Abhandlungen. Der theoretischen Erfassung der Natur gab er den Vorzug vor Experiment und Beobachtung. Gegen Ende seiner Karriere stieß seine Beschäftigung mit numerischen Beziehungen von Naturkonstanten allerdings auf Ablehnung und brachte ihm sogar den Spott von Physikerkollegen ein. Er versuchte auch eine Synthese von Relativitätstheorie und Quantenmechanik zu finden, die in Physikerkreisen ebenfalls keinen Anklang fand.
Sir Arthur Stanley Eddington starb im Alter von nur 61 Jahren und wurde auf dem Ascension Parish Burial Ground in Cambridge bestattet.

## Werke
- Stellar Movements and the Structure of the Universe. London: Macmillan 1914.
- Report on the relativity theory of gravitation. London, Fleetway press, Ltd., 1918, 2. Auflage 1920, Reprint Dover 2006.
- Space, Time and Gravitation: An Outline of the General Relativity Theory. Cambridge University Press, 1920, 1987.
  - Deutsche Übersetzung: Raum, Zeit und Schwere. Ein Umriß der Allgemeinen Relativitätstheorie. Vieweg 1923.
- The Mathematical Theory of Relativity. Cambridge University Press 1923, Reprint New York, Chelsea 1975.
  - Deutsche Übersetzung: Relativitätstheorie in mathematischer Behandlung. Springer Verlag 1925 (Übersetzer Alexander Ostrowski).
- Stars and Atoms. Oxford: British Association, 1926
  - Deutsche Übersetzung: Sterne und Atome. Vandenhoeck & Ruprecht, 4. Auflage 1958.
- The Internal Constitution of Stars. Cambridge University Press, 1926.
- The Nature of the Physical World. MacMillan, 1928 (Gifford Lectures).
  - Deutsche Übersetzung: Das Weltbild der Physik und ein Versuch seiner philosophischen Deutung. Vieweg 1931.
- Science and the Unseen World. in den USA: Macmillan, in Großbritannien: Allen & Unwin, 1929 (Swarthmore Lecture).
- Why I Believe in God: Science and Religion, as a Scientist Sees It. Haldeman-Julius Publications 1930.
- The Expanding Universe: Astronomy's 'Great Debate', 1900–1931. Cambridge University Press, 1933, University of Michigan Press 1958.
- New Pathways in Science. Cambridge University Press 1935.
  - Deutsche Übersetzung: Naturwissenschaft auf neuen Bahnen.  Vieweg 1935 (Übersetzer Wilhelm Westphal).
- Relativity Theory of Protons and Electrons. Cambridge University Press 1936.
- Philosophy of Physical Science. Cambridge University Press 1939 (1938 Tarner Lectures in Cambridge).
- Fundamental Theory. Cambridge University Press 1946.
- The Combination of relativity theory and quantum theory. 1943, Reprint, Dublin Institute for Advanced Studies 1960.

## Auszeichnungen
- 1914 Mitglied („Fellow“) der Royal Society
- 1923 Goldmedaille der Astronomical Society of the Pacific
- 1924 Goldmedaille der Royal Astronomical Society.
- 1928 Royal Medal der Royal Society
- 1928 Jules-Janssen-Preis

1930 wurde er als Knight Bachelor geadelt und 1938 erhielt er den Order of Merit. Er war Mitglied der Royal Society of Edinburgh, der Royal Irish Academy, der Russischen Akademie der Wissenschaften, der Preußischen Akademie der Wissenschaften, der Bayerischen Akademie der Wissenschaften, der American Academy of Arts and Sciences (1922), der National Academy of Sciences (1925) und der American Philosophical Society (1931). 1926 hielt er die Bakerian Lecture (Diffuse matter in interstellar space).
Der Asteroid (2761) Eddington und der Mondkrater Eddington sind nach ihm benannt. Die Eddington Medal der Royal Astronomical Society trägt seinen Namen.